# Jaroslav Zachariáš
Jaroslav Zachariáš je český právník, bývalý děkan Fakulty právnické Západočeské univerzity v Plzni a bývalý ředitel Ústavu státu a práva Akademie věd v letech 2007–2009.
Do povědomí zapsal především jako aktér plagiátorské aféry na plzeňské právnické fakultě v roce 2009, kde tehdy působil právě jako děkan. Zachariáš psal posudek k disertační práci Ivana Tomažiče, jež se posléze ukázala jako plagiát. Později vyšlo najevo, že taktéž Zachariášův posudek k této práci je falzum, na které byl připojen jen jeho podpis. V rozhovorech uváděl: „I přes plagiátorskou aféru mám čisté svědomí.“ V souvislosti s poškozením dobrého jména fakulty dostal v říjnu 2009 od nově jmenovaného děkana Jiřího Pospíšila okamžité zrušení pracovního poměru, o jehož neplatnost vedl s univerzitou soudní spor. Univerzita mu později navrhla mimosoudní vyrovnání.
V roce 2011 mu byl spolu s Ivanem Tomažičem, Milanem Kindlem a Danielem Teleckým udělen Českým klubem skeptiků Sisyfos zlatý Bludný balvan v kategorii družstev za „příkladné zviditelnění jména své fakulty doma i v zahraničí“.